# Goniaster tessellatus
Goniaster tessellatus is een zeester uit de familie Goniasteridae.
De wetenschappelijke naam van de soort werd in 1816 gepubliceerd door de Lamarck.